# Huperzia lancifolia
Huperzia lancifolia là một loài thực vật có mạch trong Họ Thạch tùng. Loài này được (Maxon) Holub mô tả khoa học đầu tiên năm 1985.